# Hannopil, Slavuta
Hannopil (în ucraineană Ганнопіль) este localitatea de reședință a comunei Hannopil din raionul Slavuta, regiunea Hmelnîțkîi, Ucraina.

## Demografie
Componența lingvistică a localității Hannopil
     Ucraineană (98,72%)
     Rusă (1,28%)
Conform recensământului din 2001, majoritatea populației localității Hannopil era vorbitoare de ucraineană (98,72%), existând în minoritate și vorbitori de rusă (1,28%).